# Cacalotita
Cacalotita är en ort i Mexiko.   Den ligger i kommunen Salvador Alvarado och delstaten Sinaloa, i den västra delen av landet, 1 100 km nordväst om huvudstaden Mexico City. Cacalotita ligger 75 meter över havet och antalet invånare är 255.
Terrängen runt Cacalotita är platt åt nordväst, men åt sydost är den kuperad. Runt Cacalotita är det ganska glesbefolkat, med 26 invånare per kvadratkilometer. Närmaste större samhälle är Colonia Agrícola México, 13,9 km söder om Cacalotita. Trakten runt Cacalotita består till största delen av jordbruksmark.